# Koning Willem I Kazerne
De Koning Willem I Kazerne, genoemd naar Willem I (1772-1843) is een voormalige kazerne gelegen aan de Vlijmenseweg in 's-Hertogenbosch, en ligt op loopafstand van de binnenstad. Vanaf 1996 is het complex in gebruik als een ROC voor het middelbaar beroepsonderwijs het Koning Willem I College.
De kazerne werd gebouwd in 1939. De bouwstijl is verwant aan de Delftse School. Uitzonderlijk was, dat het ontwerp onder supervisie geschiedde van de Rijksbouwmeester, en niet zoals gebruikelijk de Genie. In 1939 was de kazerne aanvankelijk bestemd voor de motorartillerie. Tijdens de bezetting waren er SS onderdelen in gelegerd. Na de Tweede Wereldoorlog werd het kazernecomplex onderdeel van de infanterie. Vanaf 1968 was hier het 48e PainfBat Regiment van Heutsz (PantserInfanterie)  gelegerd tot 1992.
Daarna, tot 1996  werden asielzoekers op het terrein gehuisvest.
Het complex is in miniatuurstad Madurodam nog als kazerne in bedrijf.